# Matthias Leupold
Matthias Leupold (* 1959 en Berlín) es un fotógrafo alemán, documentalista y profesor universitario.
Leupold estudió de 1987 a 1994 en la Universidad de las Artes de Berlín. Desde 2007, Leupold es profesor de fotografía artística e imagen digital en la Berliner Technische Kunsthochschule (desde 2017 en la Universidad de Ciencias Aplicadas de Europa), del cual fue rector de 2007 a 2014.
Los medios artísticos de expresión de Leupold son la fotografía escénica y el documental. Produjo obras sobre la realidad vivida y el formalismo socialista en la República Democrática Alemana, sobre veteranos de la Guerra de Vietnam (Lighter than Orange – The Legacy of Dioxin in Vietnam, 2015), sobre el pintor suizo Hugo Jaeggi y sobre refugiados en el Líbano (The Song of the Valley, 2020). entre otros.

## Enlaces
- Wikimedia Commons alberga una categoría multimedia sobre Matthias Leupold.
- Trabajos por o sobre Matthias Leupold en bibliotecas (catálogo WorldCat) (en inglés)
- Matthias Leupold en Internet Movie Database (en inglés).
- Bibliografía relacionada con Matthias Leupold en el catálogo de la Biblioteca Nacional de Alemania.